# Klein Spui (Brussel)

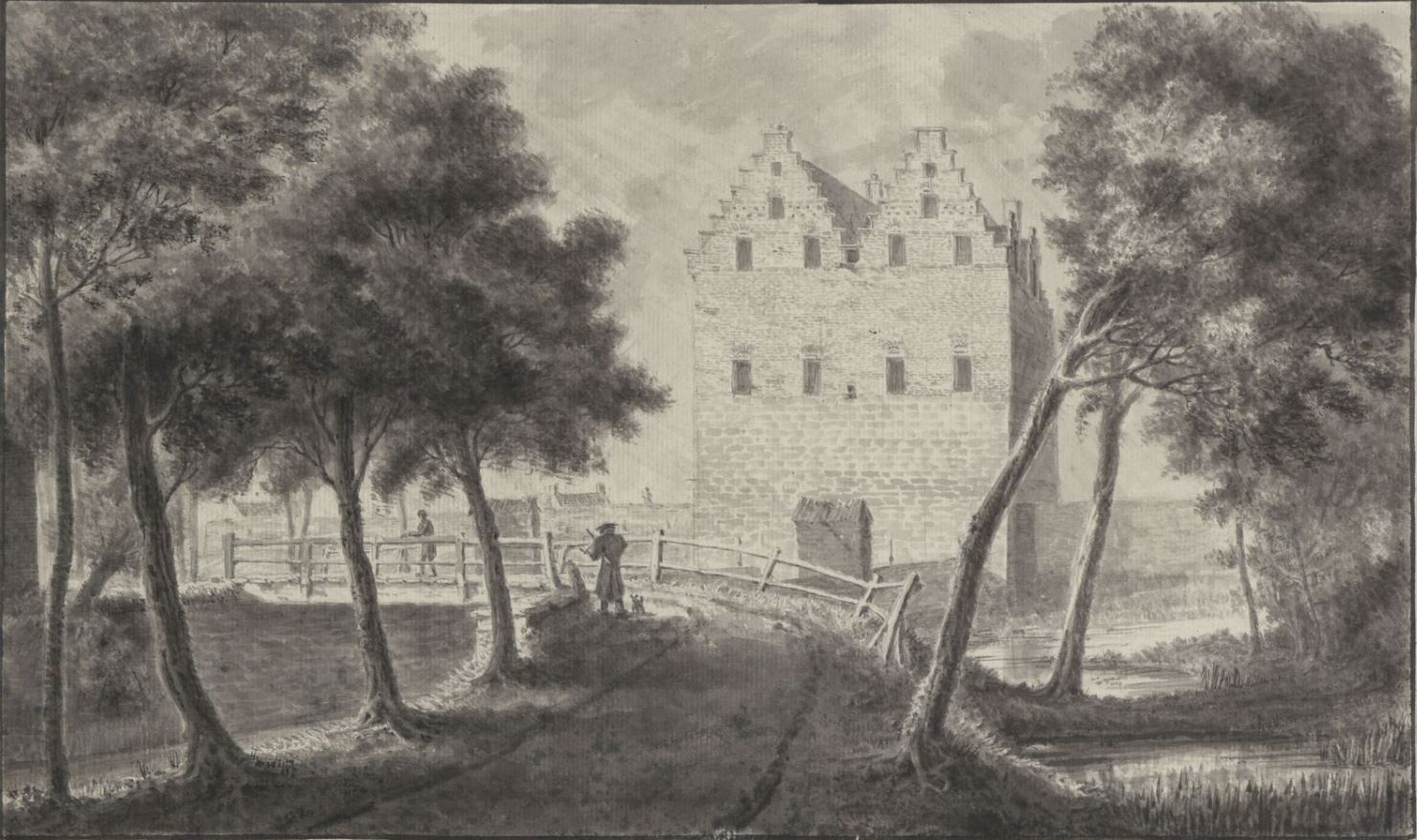
Kleyn Spuy afgebeeld in 1823 door Vitzthumb

Het Klein Spui of Ransvoortspui van Brussel was een versterkte spuisluis op de tweede stadsomwalling tussen de Anderlechtsepoort en de Vlaamsepoort.

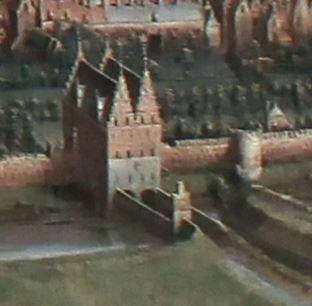
Detail uit Gezicht op Brussel (ca. 1665)

## Geschiedenis
Bij de bouw van de tweede stadsomwalling vanaf 1357 werd een spui voorzien op de plek waar de Zenne-arm genaamd Ransvoortzenne de stad binnenkwam. Het is in 1370 vermeld als spoy opidi Bruxellensis en in 1392 als Ransfoertspoy. Anders dan het zogenaamde Oude Spui op de eerste omwalling (aan het huidige Fontainasplein), was het Klein Spui bedoeld om het debiet te regelen en de stad te behoeden voor overtollig water. Het was geen waterpoort die scheepvaart toeliet. Gelijkaardige Zenneovergangen op de tweede omwalling waren het Groot Spui en stroomafwaarts het Lakenspui.
Een aquaduct leidde de Ransvoortzenne via het Klein Spui over het stilstaande water in de stadswal. Het bouwwerk had trapgevels en een dubbel zadeldak dat in 1609 herbouwd werd met materiaal van de Sint-Katelijnepoort. Ook kwamen er twee ravelijnen: 't Bosselke en 't Ingelant. Het gebouw werd onder meer gebruikt als kruitmagazijn. Op 27 augustus 1830 gingen behoedzame burgers erheen om alle munitie in het water te dumpen. In 1835-1836 werd het middeleeuwse Klein Spui in neoklassieke stijl herbouwd.
Het sluiten van de spuien bij hoge waterstand leidde onder meer in 1839, 1850 en 1866 tot overstromingen in Anderlecht en Molenbeek. In 1884 werden werken ondernomen om de Ransvoortzenne te doen stoppen aan de Kleine Zenne, zodat ze de Vijfhoek niet meer binnenkwam en een spui geen functie meer had. De oude bedding werd toegedekt en op de plek van het Klein Spui construeerde stadsarchitect François Malfait in 1929-1930 een onderstation voor elektriciteit.